# Can Padró (Sentmenat)
Can Padró és una masia del municipi de Sentmenat (Vallès Occidental) inclosa en l'Inventari del Patrimoni Arquitectònic de Catalunya.

## Descripció
És una masia que compren un conjunt volumètric format per diferents elements arquitectònics juxtaposats, intercalant els àmbits destinats a habitacles amb els laborals. La façana presenta diversos aspectes quant a l'estat de conservació: la part lateral esquerra manté, juntament amb els antics elements gòtics (finestra amb decoració de cresteria i emmarcament de pedra) restes de l'antic estucat, mentre en la mateixa façana i immediatament a continuació, la façana està arrebossada i amb balcó cobert amb arc escarser, amb funcions més de tipus estètic que funcional.
En els laterals (ponent i llevant), les parets són de pedra i morter. La façana de ponent té una galeria porxada que forma part d'un dels costats adossats (elements adossats a la construcció inicial a causa de les ampliacions funcionals). Aquesta galeria, situada sota la teulada d'un sol aiguavés, s'allarga fins a formar sis arcades sostingudes per columnes, i la seva funció és d'assecador i ubicació del bestiar.
Gairebé tota la resta d'elements adossats són també per a aquestes funcions. El carener es manté perpendicular a la façana principal i el ràfec és d'escassa sortida.